# 피자 시키신 분?
〈피자 시키신 분?〉(영어: Pizza Delivery→피자 배달)은 미국의 TV 애니메이션 《네모바지 스폰지밥》 시즌 1의 제5화 에피소드이다. 본 에피소드는 셤 코언, 에런 스프링어, 피터 번스가 쓰고 숀 뎀프시가 감독하였다. 코언은 스토리보드 디렉터 역할도 담당하였으며 스프링어는 스토리보드 아티스트를 담당하였다. 본 에피소드는 1999년 8월 14일 미국 니켈로디언에 최초로 방영되었다.

## 줄거리

징징이(왼쪽)와 스폰지밥(오른쪽)은 보트가 파손되어 도보로 배달을 떠난다.

집게리아가 문을 닫을 때쯤, 징징이가 고객의 마지막 통화에 식당이 문을 닫았다고 응답하고 전화를 끊으려 한다. 그 때, 집게사장이 갑자기 나타나서 징징이의 손에서 수화기를 낚아채고, 고객에게 무엇을 원하냐고 묻는다. 고객이 피자 배달을 원한다고 말하자 집게사장이 돈을 한푼이라도 더 벌기 위해 기꺼이 이를 수락한다. 징징이는 집게리아는 피자를 만들지도 않고 배달도 하지 않는 식당이라면서 항의하지만, 집게 사장은 게살버거를 이용해 피자를 만들어 스폰지밥과 징징이에게 배달을 시킨다. 스폰지밥이 배달에 쓸 보트에 대해 몇 가지 "안전 점검"을 한 후,징징이가 스폰지밥에게 운전하도록 한다. 스폰지밥은 아직 운전 면허증을 따지 않아서 운전을 하면 안 되지만, 징징이는 "그냥 모퉁이만 돌면 된다"(it's just around the corner)고 스폰지밥에게 말한다. 스폰지밥은 운전을 시작하지만 코너의 방향과 반대로 돌게 되고, 스폰지밥은 공황 상태에 빠져 계속해서 수 마일을 계속 돌고돈다. 징징이는 이에 대해 불평하고, 스폰지밥은 피자가 식고 있다고 말하고 잠시 후, 피자는 식는다. 한편 보트는 수 마일을 돌고돌아 집게리아로 다시 돌아가게 되고, 보트가 파손되어 쓸 수 없게 된다. 결국 스폰지밥과 징징이는 도보로 배달을 떠나게 된다.
스폰지밥과 징징이가 배달을 가면서 둘은 수많은 위험에 직면하게 된다. 먼저 스폰지밥이 땅에 귀를 기울이며 걷고 있는데, 트럭이 오고 스폰지밥은 '개척자 트릭'을 시도한다. 스폰지밥은 트럭 운전자의 주의를 끌려고 길 한가운데에서 기괴한 춤을 추는데, 운전자는 속도를 높이고, 트럭이 아슬아슬하게 스폰지밥 위로 '뛰어넘어서' 주행한다. 그 다음, 둘은 토네이도에 휘말리게 된다. 징징이가 스폰지밥에게 피자가 토네이도에 빨려들어갈 것 같다고 말하고, 스폰지밥은 자신의 몸을 낙하산으로 바꿔서, 피자를 구해낸다. 둘은 무사히 토네이도로부터 벗어났는데, 어느 방향으로 가야 할지 고민에 빠지게 된다. 스폰지밥은 돌에 있는 이끼가 가리키는 방향으로 가야한다고 주장하고(그가 시도한 "개척자 트릭"의 하나이다), 징징이는 이끼와는 상관없이 다른 방향으로 가야한다고 주장한다.
그들이 계속 길을 걷는 동안, 스폰지밥은 "집게리아의 피자가 바닷속에서 가장 맛있다"고 계속해서 노래하며 징징이를 괴롭힌다. 두 사람은 점차 피곤해지고 배도 고파진다. 그래서 스폰지밥은 개척자처럼 산호초를 먹자고 제안하고, 둘은 산호초를 먹게 된다. 징징이는 맛이 이상하다며 바로 산호초를 뱉어내고, 스폰지밥이 배달을 완료한다는 희망을 버리고 피자를 자신에게 넘기도록 유도한다. 스폰지밥은 거절하고 계속 걷는다. 그 때, 스폰지밥은 바위를 보고 이 바위는 개척자들이 지나가온 바위라고 주장한다. 징징이는 스폰지밥에게 개척자에 대해 잊어버리라고 말한다. 스폰지밥은 징징이를 그 바위 위로 올라가게 하고 자신도 올라간다. 그 바위는 움직여서 고객의 집까지 이동하게 되고, 징징이는 마음을 바꾼다.
고객은 톰(영어: Tom, 본 시리즈에서 자주 등장하는 엑스트라형 캐릭터)이었다. 톰은 마침내 피자를 갖게 되었다고 좋아한다. 한편 스폰지밥은 혼란스러워서 주문을 확인한다. 톰은 자신이 마실 것을 주문한 적이 없다고 말한다(집게 사장이 톰의 주문을 제대로 듣지 못했고, 톰보다 전화를 먼저 끊음). 톰은 매우 분노하여 스폰지밥에게 불만을 퍼붓고, 돈을 지불하지도 않는다. 스폰지밥은 징징이에게 돌아가서 땅에 엎드려 울부짖는다. 징징이는 오만한 태도의 톰과 맞서고 스폰지밥에게 돈을 내지 않는 것에 대해 항의한다. 징징이는 화가나서 그의 무례한 태도에 대한 복수로 피자를 그의 얼굴에 잔인하게 밀어넣고 스폰지밥에게 돌아간다. 스폰지밥이 징징이에게 고객이 마음을 바꿨냐고 묻자, 징징이는 물론이라면서 고객이 피자를 한 입에 다 먹었다고 말한다. 그 후, 두 사람은 집게리아로 돌아간다. 그런데 그 때, 누군가가 징징이가 당황스러울 정도로, "오, 나의 아픈 촉수!"라고 말한다.

## 제작
〈피자 시키신 분?〉은 셤 코언(Sherm Cohen), 에런 스프링어(Aaron Springer), 비터 번스(Peter Burns)가 각본을 맡고 숀 뎀프시(Sean Dempsey)가 감독하였다. 코언은 스토리보드 감독 역할도 맡았으며, 스프링어는 스토리보드 아티스트도 담당하였다. 1999년 8월 14일 미국 니켈로디언을 통해 처음 방영되었다.
시리즈 창안자 스티븐 힐런버그는 작품의 피치를 위해 제작진들이 스토리보드를 만든 다음 이를 니켈로디언에 보낼 생각을 하였다. 힐런버그는 1989년 영화 《세인과 고속도로》에서 영감을 받아 스폰지밥과 징징이가 함께 로드 트립을 떠나는 에피소드를 쓰기를 원했다. 데릭 드라이먼(Derek Drymon)은 “그 영화는 게리 파머가 등장하는 영화였는데, 순진하면서도 어린애 같은 등장인물이 심술쟁이와 함께 여행을 떠나는 내용이었다.”라고 말하였다. 제작진들은 이를 바탕으로 작업을 진행하고 있었지만, 힐런버그는 자신의 초기 아이디어를 포기하였다. 대신 파일럿 에피소였던 〈직원구함〉에 있었던 다른 내용을 쓰기로 결정한다. 제작진들은 첫 번째 시즌 동안 로드 트립이라는 소재를 가지고 내용을 재구성을 했으며, 상당수가 〈피자 시키신 분?〉에 쓰이게 되었다.
이 에피소드는 2003년 9월 30일 발매된 컴필레이션 DVD 《SpongeBob SquarePants: Christmas》에 처음 수록되었다.

## 반응 및 평가
〈피자 시키신 분?〉은 여러 비평가들로부터 호평을 받았으며, 작품의 최고 에피소드 중 하나로 꼽혔다. About.com의 낸시 바질(Nancy Basile)은 ‘《스폰지밥 네모바지》의 최고의 에피소드’ 순위 중 이 편을 2위에 올렸다. 바질은 “집게리아에 대한 것이라면 뭐든지 열정적으로 하는 스폰지밥과 무관심함과 시니컬로 가득찬 징징이를 대조적으로 완벽하게 보여준 에피소드이다.”([It] is the perfect episode to depict SpongeBob's enthusiasm for all things Krusty Krab against Squidward's apathy and cynical nature.)라고 평가하였다. 특히 손님이 문을 꽝 닫아버리자 징징이가 피자 한 판을 통째로 먹여버리는 장면이 최고였다고 밝혔다. DVD 버딕(DVD Verdict)의 빌 트레드웨이(Bill Treadway)는 5점 만점에 5점을 주면서 ‘모든 에피소드들 중 개인적으로 가장 좋아하는 편’이라고 말하였다. 덧붙여서 “예상 밖의 전개와 재미있는 코미디로 가득차 있어서 자꾸만 보게 된다.”라고 칭찬하였다.
WeGotThisCovered.com의 에밀리 에스텝(Emily Estep)은 ‘《스폰지밥 네모바지》 에피소드 톱 10’에서 이 에피소드를 1위로 선정하였다. 에스텝은 “둘 사이의 관계를 자세히 살펴볼 수 있으며, 더불어서 작품만의 색다른 분위기를 만들어내는데 도움을 주었다.” 또한 스폰지밥이 히치하이킹을 하면서 춘 춤에 대해서는 “이 춤들은 즐거우면서도 멋지며, 징징이 특유의 빈정거림은 공감을 사기에 충분하다.”라고 말하였다. 2009년 Nick.com에서 10주년 기념으로 진행한 투표에서 이 에피소드는 1위를 차지하였다.